# Madame Charpentier et ses enfants
Madame Charpentier et ses enfants est un tableau d'Auguste Renoir réalisé en 1878. Il est conservé au Metropolitan Museum of Art de New York.

## Histoire
Renoir, n'ayant pas souhaité participer à la quatrième « Exposition impressionniste » en 1878, proposa Madame Georges Charpentier et ses enfants au Salon de Paris de 1879. Accepté par le jury, le tableau y remporta un grand succès. Camille Pissarro écrivit à ce propos : « Renoir a un grand succès au Salon. Je crois qu'il est lancé, tant mieux, c'est si dur la misère ! ».
Le tableau est exposé à Bruxelles au Salon des XX de 1886.

## Modèles
Ce portrait de groupe de la fin de la période impressionniste représente Madame Charpentier, née Marguerite-Louise Lemonnier (1848-1904), et ses enfants, Georgette-Berthe (1872-1945) et Paul-Émile-Charles (1875-1895). Elle était la femme de Georges Charpentier, éditeur très en vue d'Émile Zola, d'Alphonse Daudet et de Guy de Maupassant, et tenait avec son mari une place importante dans le milieu intellectuel de l'époque.

## Description
Dans ce tableau, Renoir a peint une composition inhabituelle chez lui. On y retrouve un peu l’arrangement d’une peinture religieuse (rappelant Rubens, avec le chien remplaçant l’agneau). La scène vibre grâce au registre de tissus et de lumière circulant dans la pièce. Seul Renoir pouvait tirer la poésie de ce lieu de milieu mondain même si cela lui a été reproché par certains.
Les enfants et leur mère ont les traits que Renoir réserve aux femmes : la rondeur, les formes, les jolis visages. Ses œuvres de la période sont marquées par l'influence d'Alfred Dehodencq.